# Hipparchia flavata
Hipparchia flavata är en fjärilsart som beskrevs av Rostagno 1912. Hipparchia flavata ingår i släktet Hipparchia och familjen praktfjärilar. Inga underarter finns listade i Catalogue of Life.